# Hypsalonia merga
Hypsalonia merga är en insektsart som beskrevs av Gurney och P.A. Buxton 1963. Hypsalonia merga ingår i släktet Hypsalonia och familjen gräshoppor. Inga underarter finns listade i Catalogue of Life.